# Charaxes ogovensis
Charaxes ogovensis är en fjärilsart som beskrevs av Holland 1886. Charaxes ogovensis ingår i släktet Charaxes och familjen praktfjärilar. Inga underarter finns listade i Catalogue of Life.